# 梁之棟
梁之棟（？—？），四川保宁府剑州人。

## 生平
万历四十一年（1613年）癸丑科進士，初授中书舍人，泰昌元年八月考选，授贵州道监察御史，巡视中城，缉获通夷提塘官刘保。二年巡视榆关、居庸、山海等关，条陈八议：一核军实、一增兵饷、一精选练、一申功令、一修险隘、一严侦探、一核抚夷、一选战将。寻任辽东监军，三年二月巡按河南，以平妖功，赏赐金币。迁任大理寺丞，崇祯元年起用。
梁之栋家仆王承祖，张献忠据蜀，之栋子田璧知不免，止一五岁儿名绳武，召承祖夫妇嘱之曰：一綫之脉尽托于汝，其善保之。梁氏一家俱遇害，承祖负绳武以逃，贼追急，遂弃己子而匿绳武岩穴间得脱。后贼复起知绳武在，欲索之，承祖又负之逃，丐食山中，及盗贼平息，为之经营婚娶，延师以教，庚子举于乡。